# Opus alexandrinum

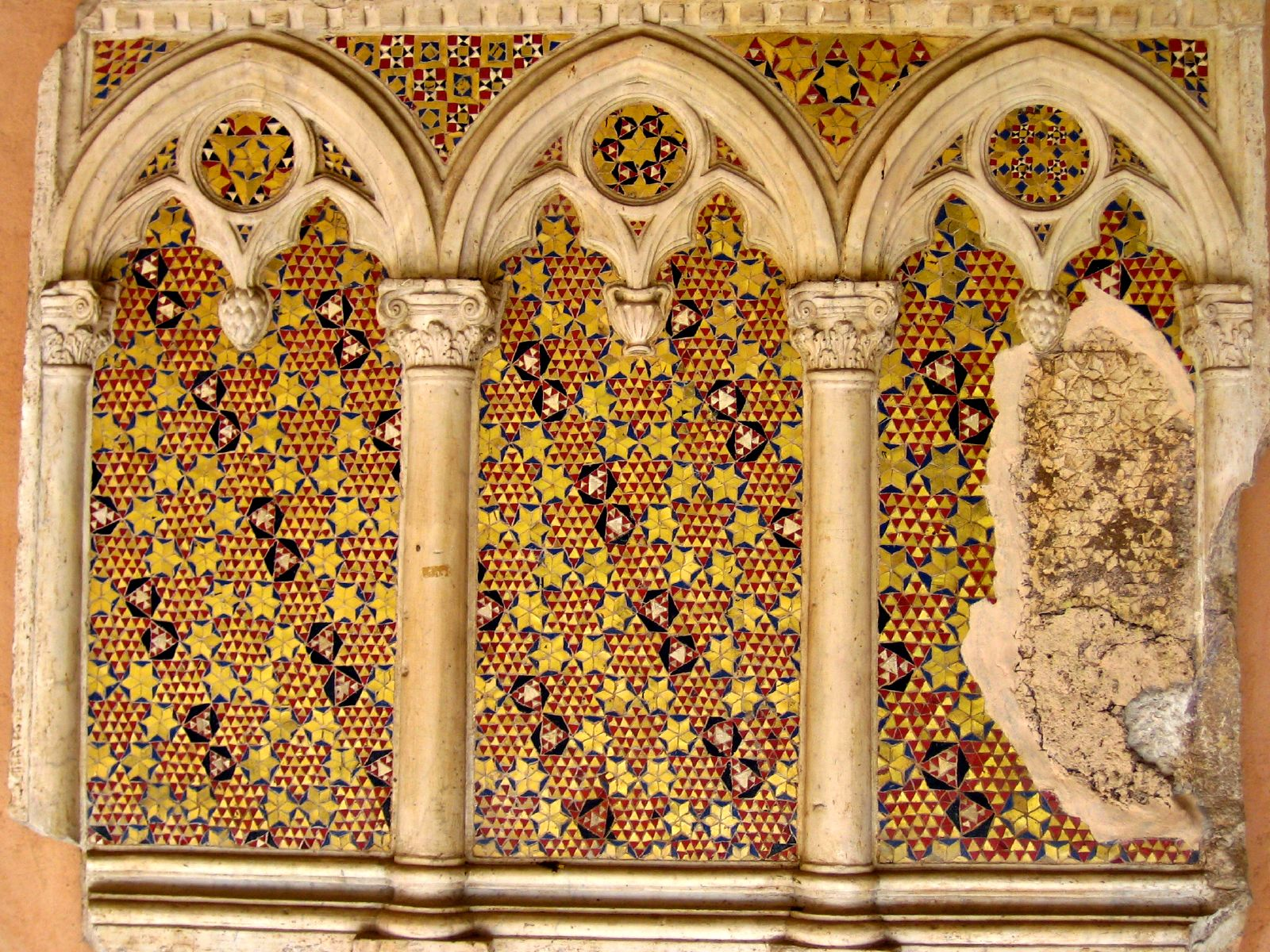
Opus alexandrinum na Basílica de São João de Latrão, Roma

Opus alexandrinum é uma técnica de mosaico empregada em pavimentos e revestimentos parietais, sendo comum no Império Bizantino no século IX. A técnica, uma evolução do opus sectile, faz uso de pequenas peças de pedra colorida ou pasta de vidro arranjadas em padrões geométricos intrincados, às vezes intercalando com peças de grandes dimensões. Foi introduzida na Itália em 1071 em Montecassino, e dali se difundiu para outros locais, dando origem a variações, como o cosmatesco.